# Bảo tàng Mỹ thuật Thành phố Hồ Chí Minh
Bảo tàng Mỹ thuật Thành phố Hồ Chí Minh tọa lạc tại số 97 Phó Đức Chính, Quận 1, Thành phố Hồ Chí Minh, Việt Nam; được thành lập năm 1987 và đi vào hoạt động năm 1991. Tòa nhà bao gồm 3 tầng, trưng bày các tác phẩm hội họa, điêu khắc, cổ vật có giá trị mỹ thuật cao. Đây là một trong những trung tâm mỹ thuật lớn nhất cả nước.

## Lịch sử

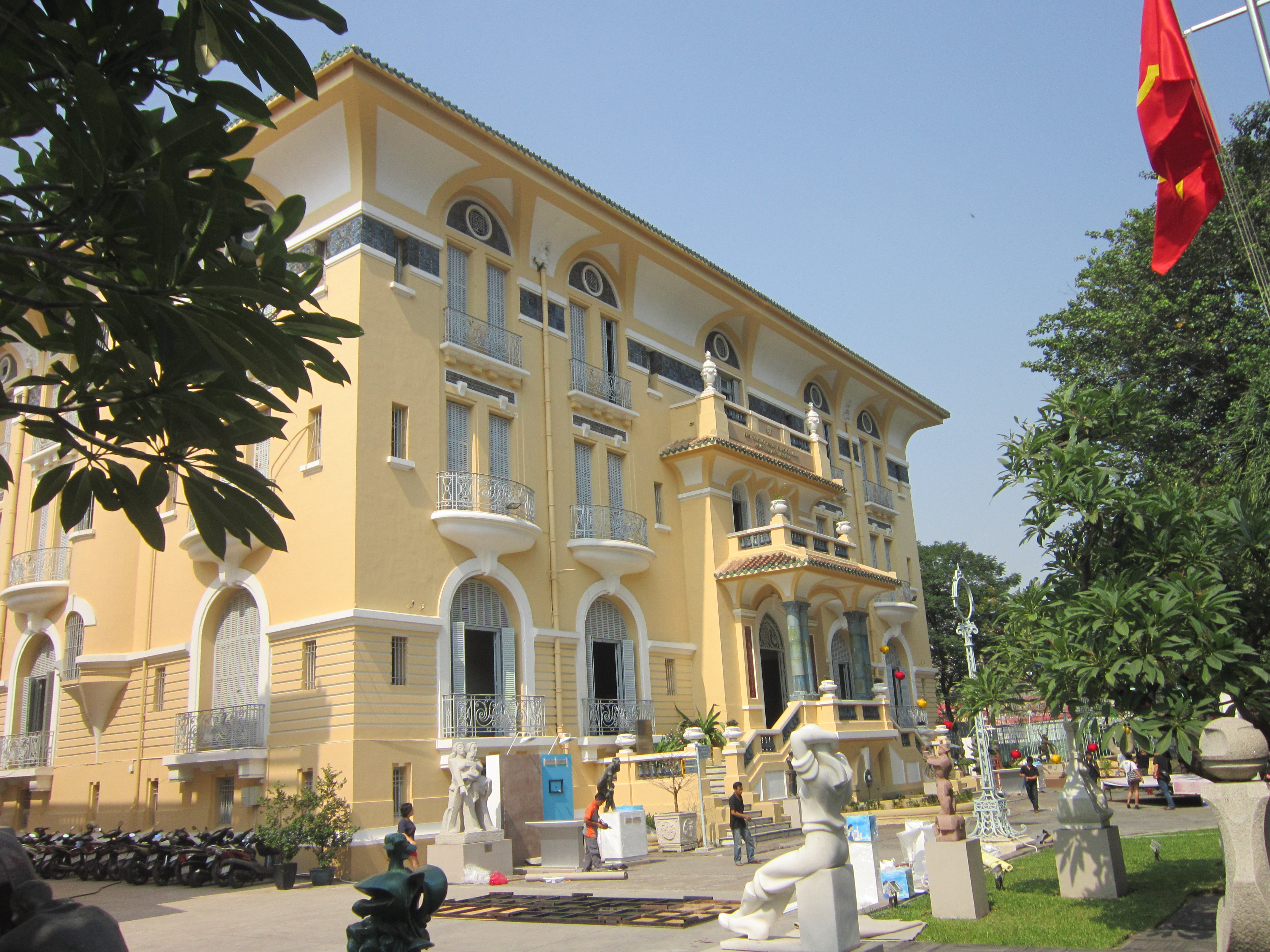
Bảo tàng Mỹ thuật Thành phố Hồ Chí Minh

Đây là một tòa nhà tráng lệ kết hợp hài hòa lối kiến trúc Á Đông (Trung Quốc) và châu Âu (Pháp), do ông Rivera (một kiến trúc sư người Pháp) thiết kế vào năm 1929, và xây xong vào năm 1934. Chủ tòa nhà này là ông Hui Bon Hoa (Hán Việt là Huỳnh Văn Hoà - 黄文華), là một thương nhân giàu có và nổi tiếng của đất Sài Gòn xưa. Ông cũng đã là chủ của nhiều công trình nổi tiếng khác như Khách sạn Majestic, Bệnh viện Từ Dũ, Bệnh viện Đa khoa Sài Gòn, chùa Phụng Sơn v.v...
Năm 1987, tòa nhà được lập thành Bảo tàng Mỹ thuật Thành phố Hồ Chí Minh, nhưng vì thiếu hiện vật nên đến năm 1992 mới đi vào hoạt động. Đến nay, nó đã trở thành một trung tâm mỹ thuật lớn của Việt Nam, lưu trữ rất nhiều tác phẩm hội họa, điêu khắc và cổ vật mỹ thuật trong lịch sử đất nước và nhân loại, gồm cả những tác phẩm có giá trị cao như bức tranh sơn mài Vườn xuân Bắc Trung Nam của danh họa Nguyễn Gia Trí.

## Ảnh
Dưới đây là một số ảnh chụp tại Bảo tàng:

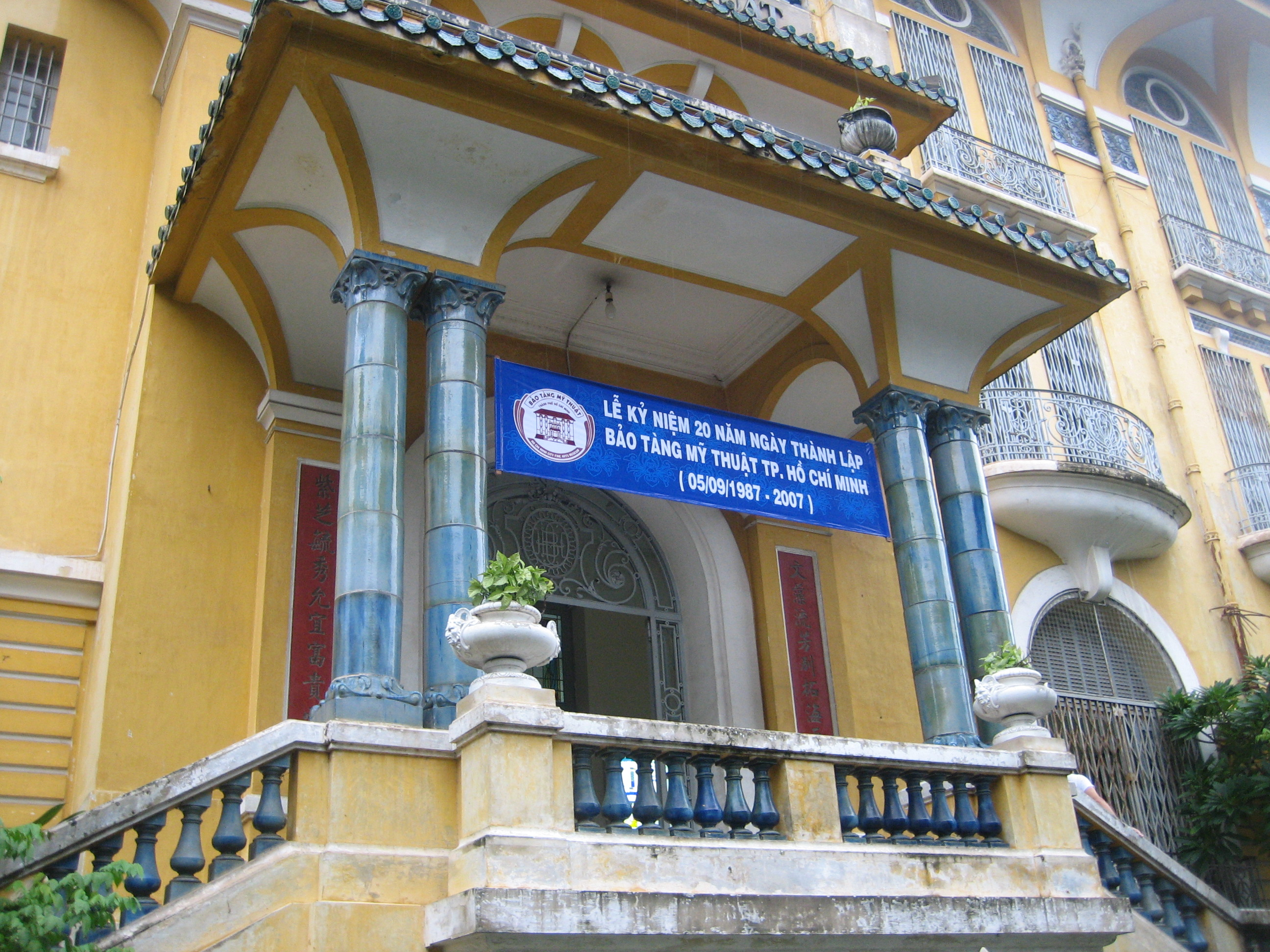
Cửa chính của Bảo tàng
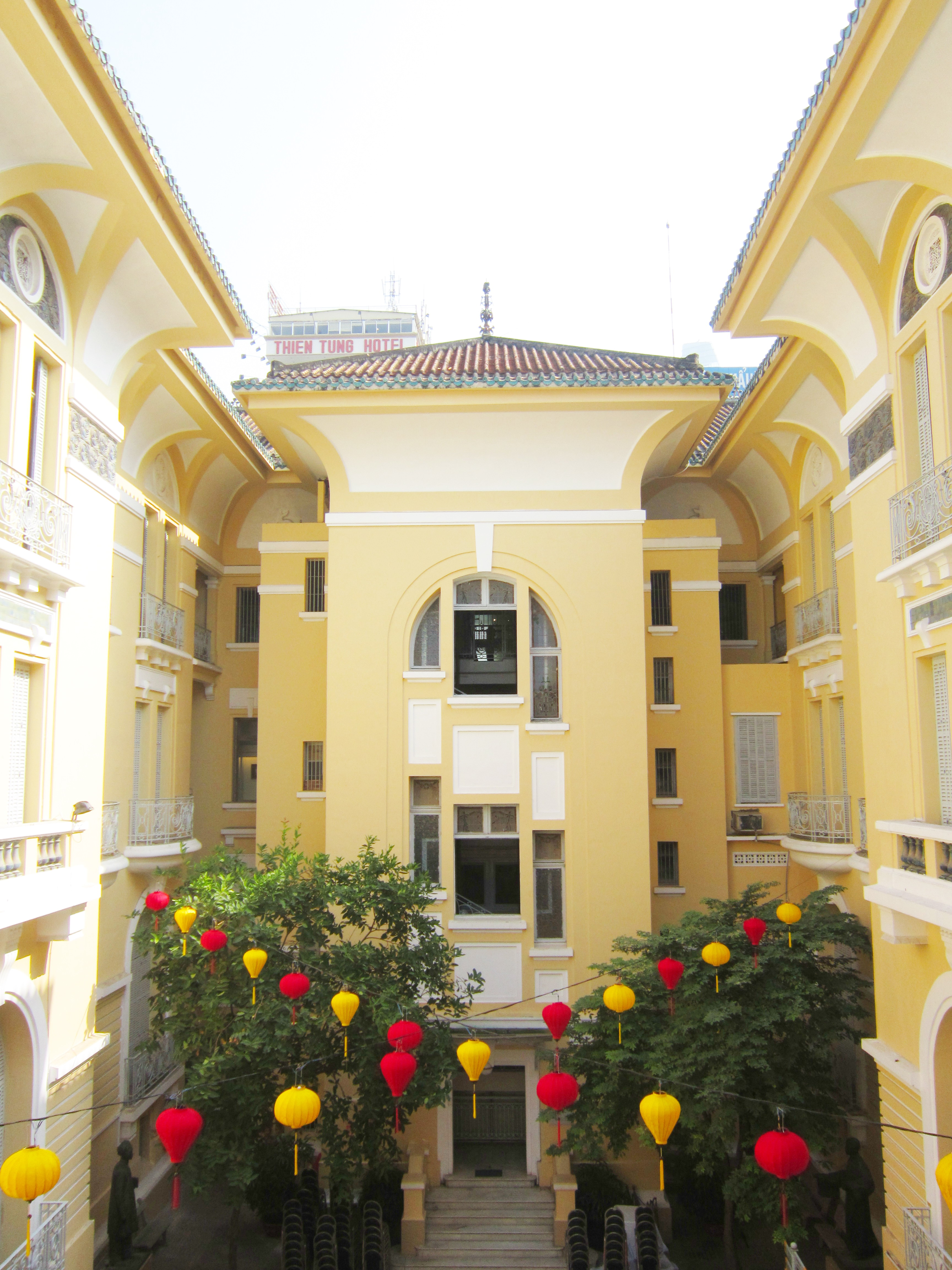
Khoảng sân rộng ở giữa Bảo tàng
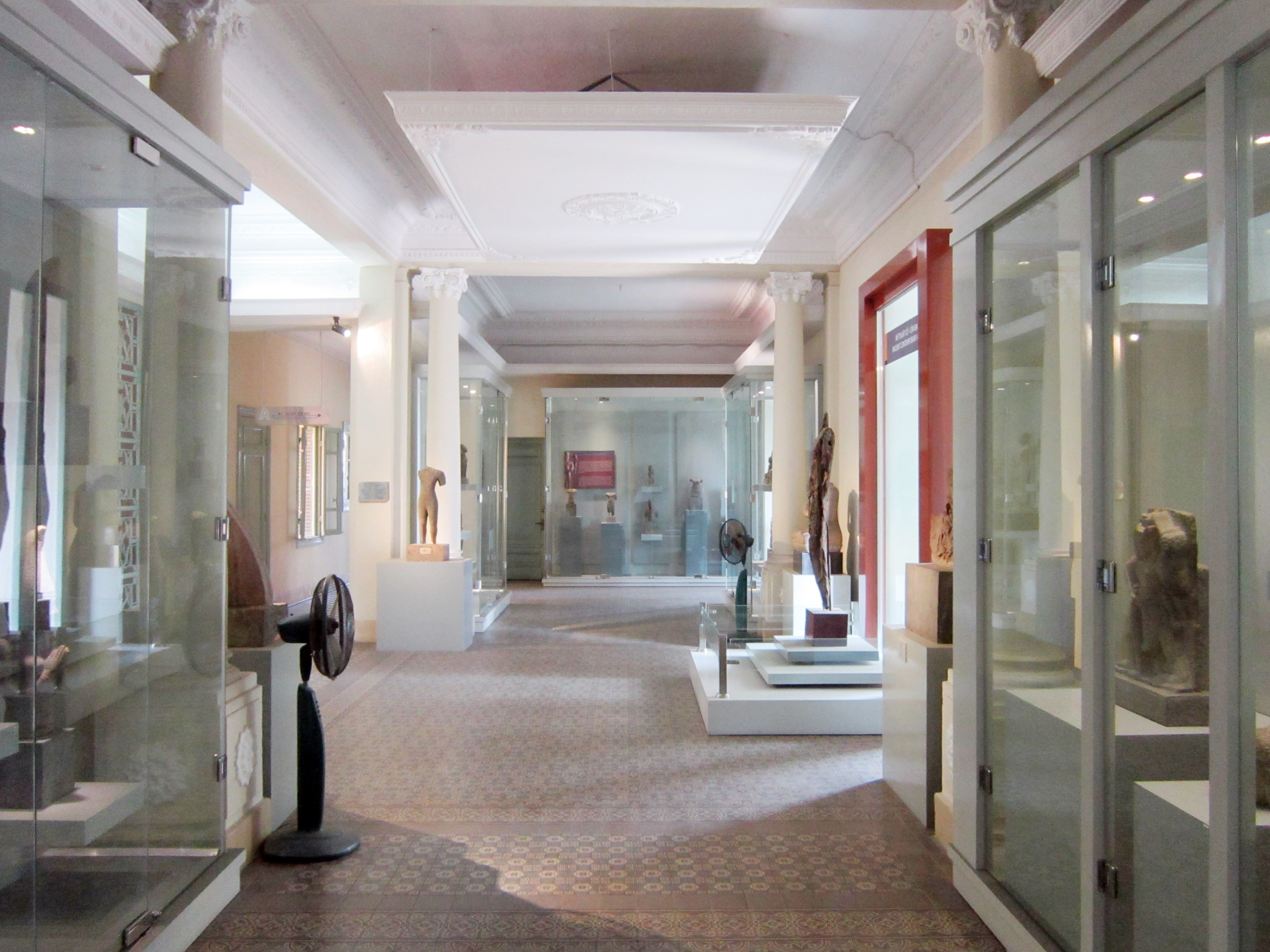
Phòng trưng bày các điêu khắc cổ Chăm Pa
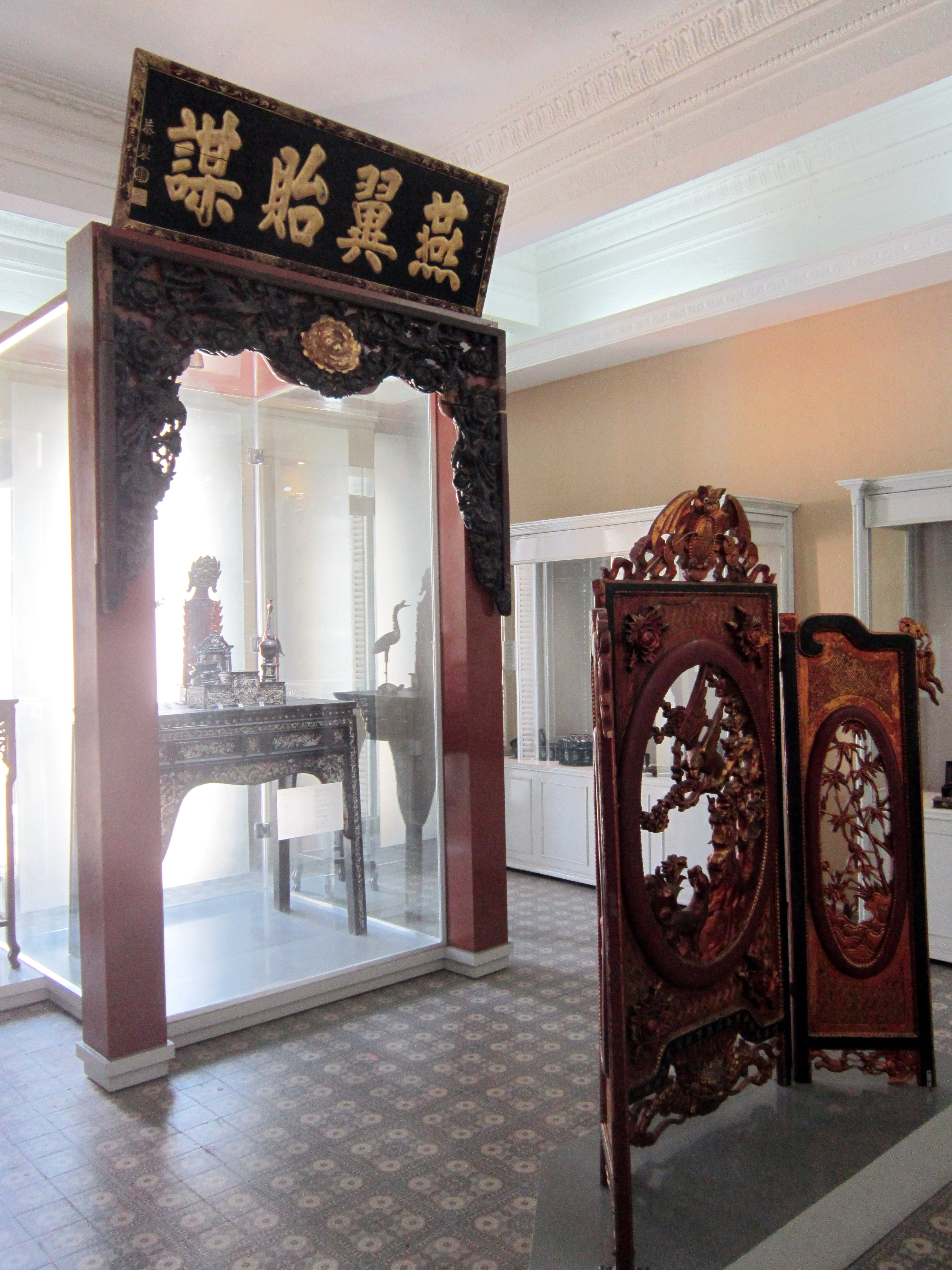
Phòng trưng bày các chạm khắc gỗ
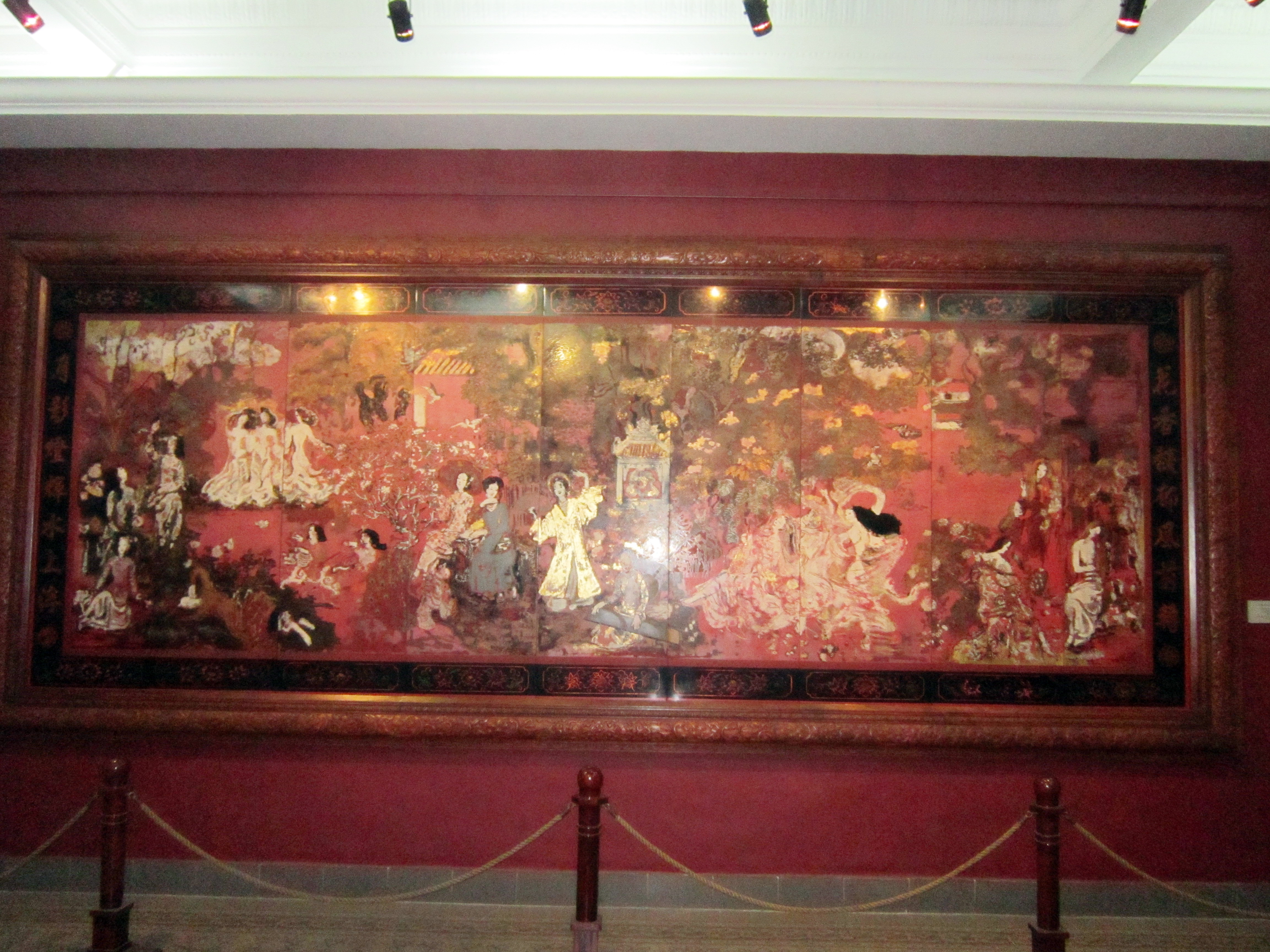
Tranh "Vườn xuân Bắc Trung Nam"
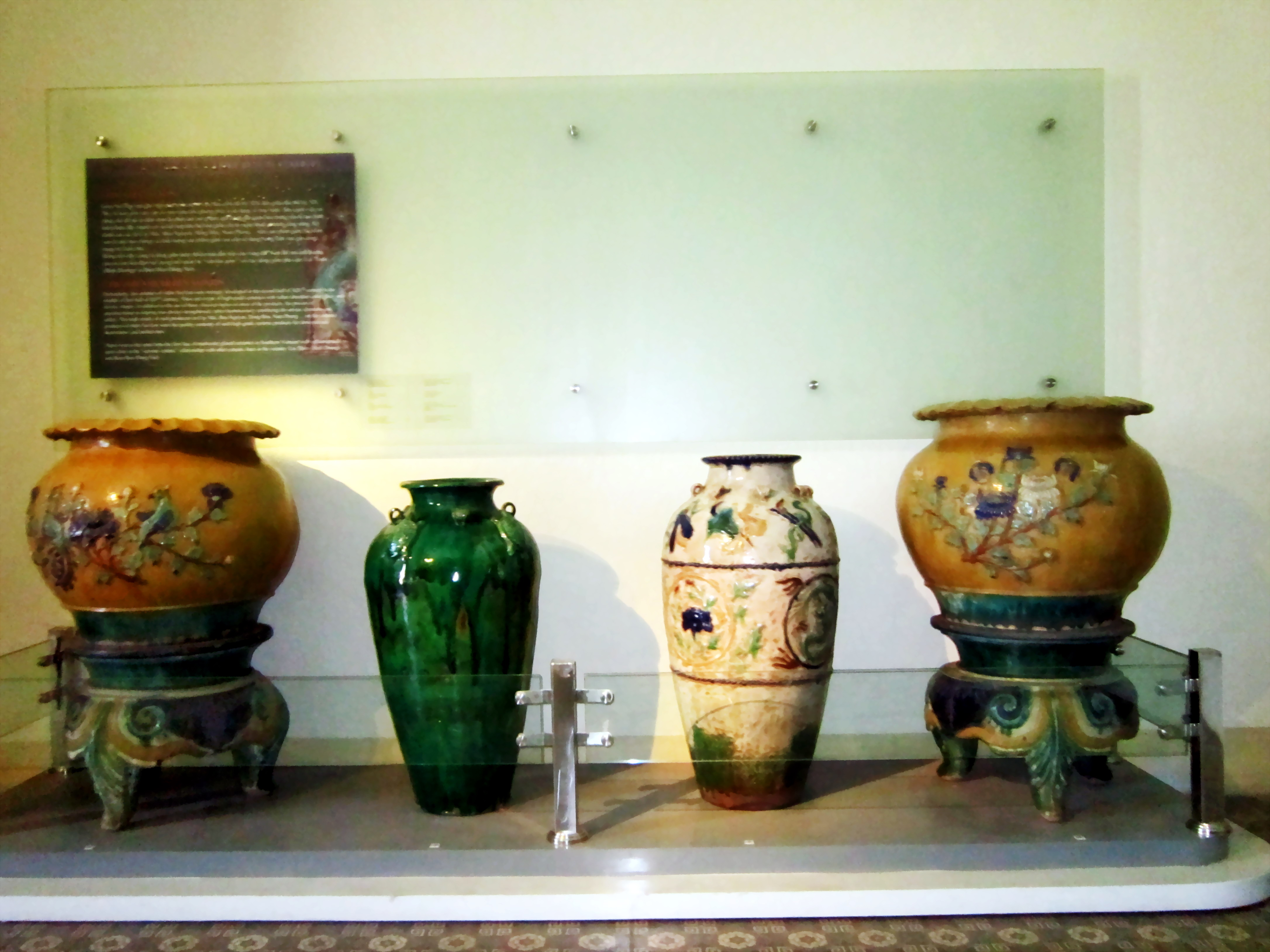
Gốm cổ Sài Gòn
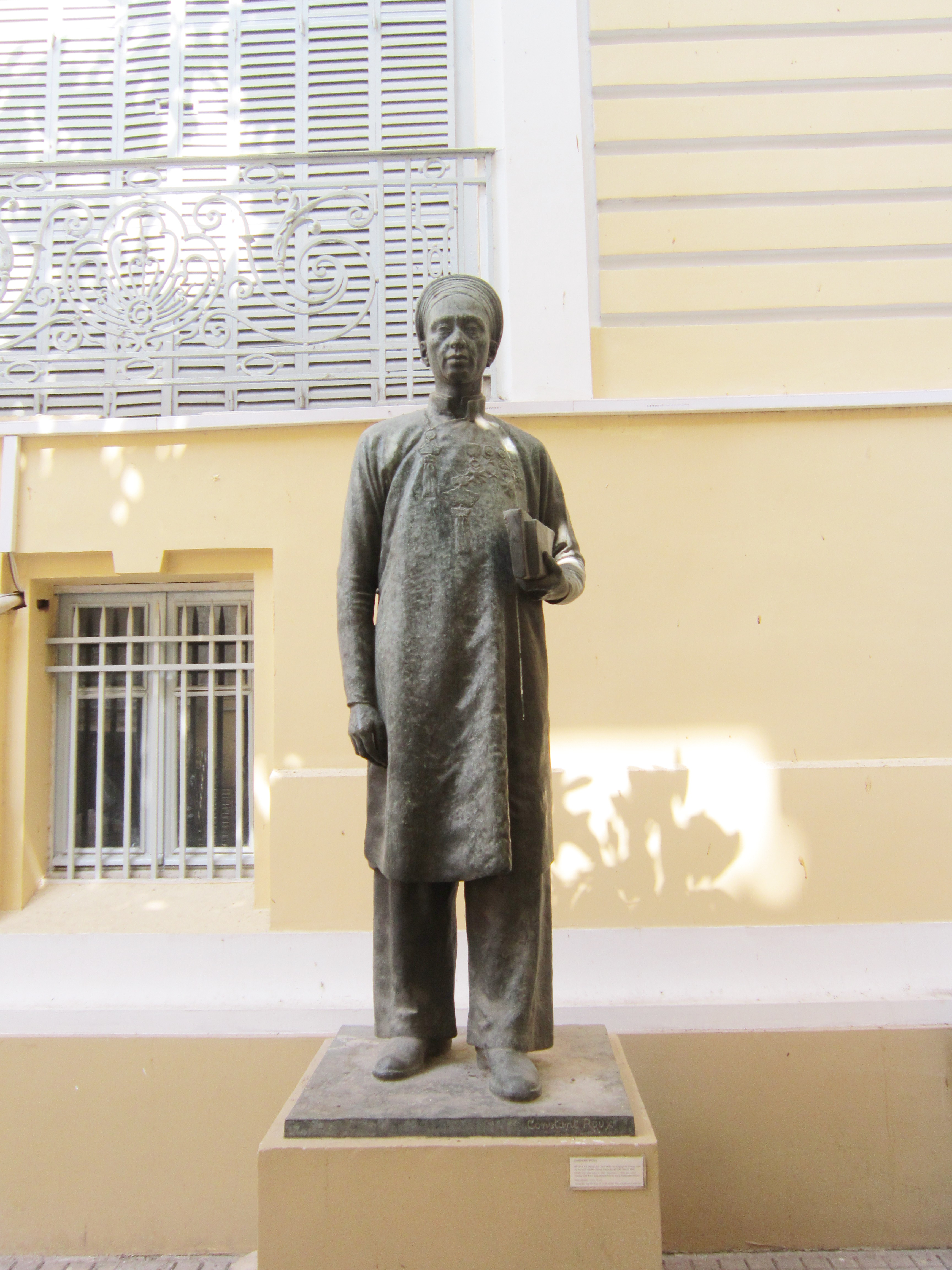
Tượng bác học Trương Vĩnh Ký
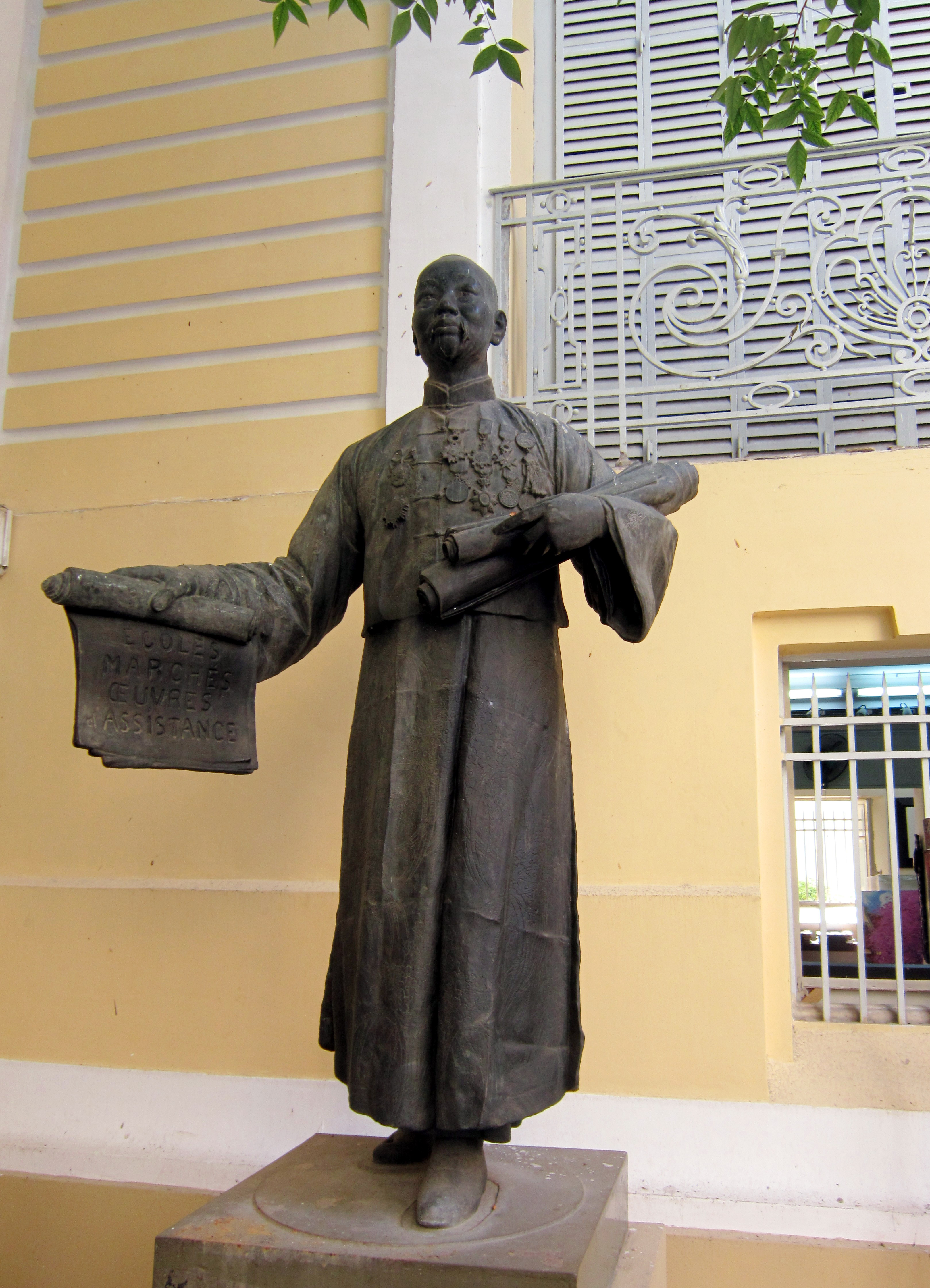
Tượng thương gia Quách Đàm

## Bảo tàng Mỹ thuật tại Việt Nam
- Bảo tàng Mỹ thuật Việt Nam
- Bảo tàng Mỹ thuật Cung đình Huế
- Bảo tàng Mỹ thuật Đà Nẵng